# Clube Atlético Colatinense
Maillots
Le Clube Atlético Colatinense est un club brésilien de football basé à Colatina dans l'État de l'Espírito Santo. 

## Historique
Fondé en octobre 2005 par 25 habitants de Colatina, il remporte le Championnat de l'Espírito Santo de deuxième division dès l'année suivante. 
Le club évolue depuis 2007 en première division du Championnat d'Espírito Santo.

## Palmarès
- Championnat de l'Espírito Santo de deuxième division :
  - Champion : 2006